# 19e cérémonie des Victoires de la musique
La 19e cérémonie des Victoires de la musique a lieu le 28 février 2004 au Zénith de Paris. Elle est présentée par Jean-Luc Delarue et Guillaume Durand.
Dans un premier temps, et à la suite des diverses interpellations faites par les artistes à l'encontre du ministre de la culture Jean-Jacques Aillagon la semaine précédente aux césar, France 2 avait prévu de diffuser la cérémonie avec un léger différé. Finalement, la cérémonie fut diffusée en direct. Le chanteur Sanseverino a pris la parole au nom des intermittents et plusieurs artistes se sont prononcés sur le sujet au cours de la soirée.

## Palmarès
Les gagnants sont indiqués ci-dessous en tête de chaque catégorie et en caractères gras.

### Groupe ou artiste interprète masculin de l'année

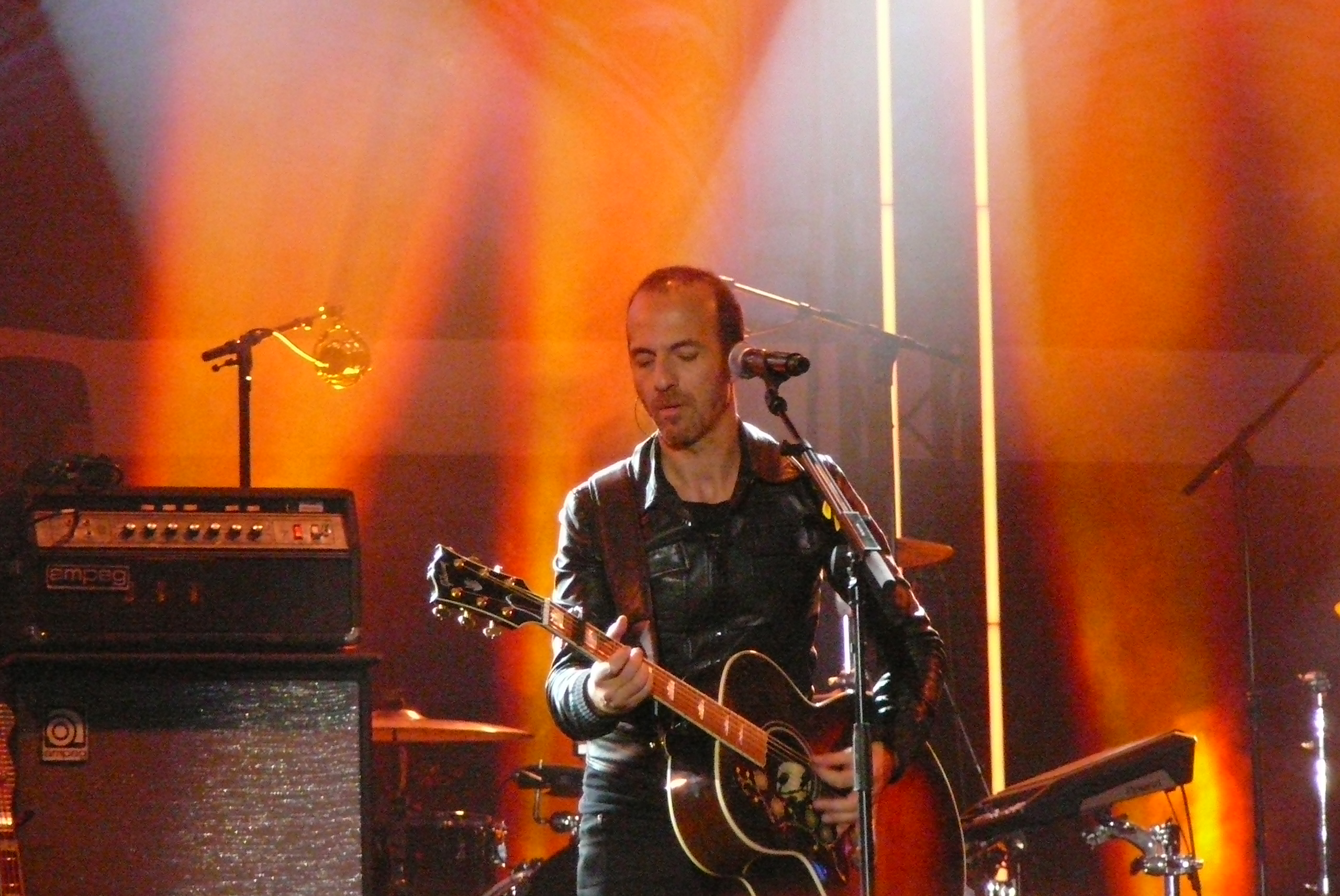
Calogero, artiste masculin de l'année

- Calogero
  - Bénabar
  - -M-
  - Laurent Voulzy

### Groupe ou artiste interprète féminine de l'année

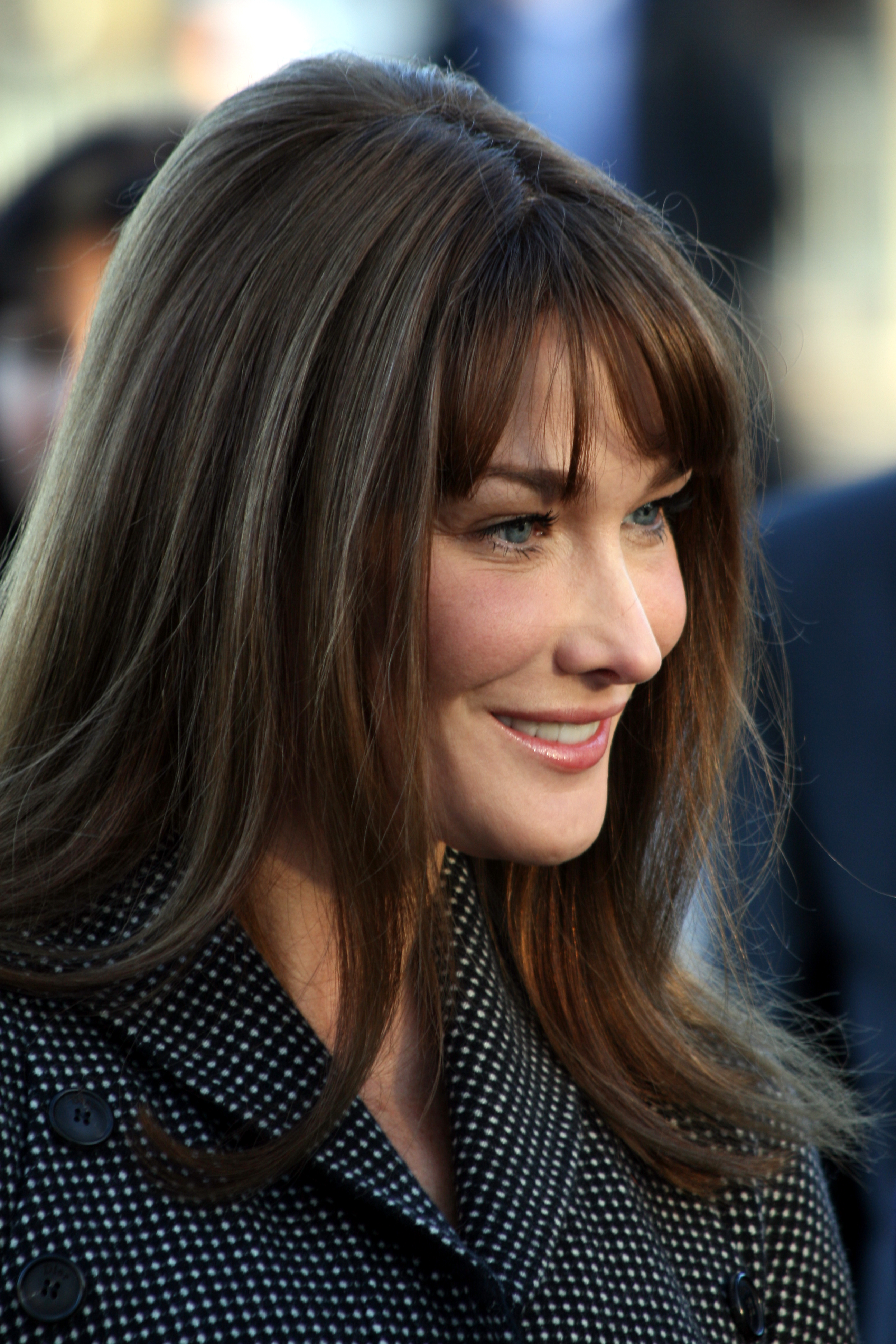
Carla Bruni, artiste féminine de l'année

- Carla Bruni
  - Juliette Gréco
  - Keren Ann
  - Valérie Lagrange

### Chanson originale de l'année
- Respire de Mickey 3D
  - Dernière Danse de Kyo
  - Fan de Pascal Obispo
  - Ma liberté de penser de Florent Pagny

### Album de chansons, variétés de l'année
- Les Risques du métier de Bénabar
  - Le Plaisir d'Alain Chamfort
  - Réévolution d'Étienne Daho
  - Les Secrets des oiseaux de Lynda Lemay

### Album de reggae, ragga ou world de l'année
- Voz d'amor de Cesária Évora
  - Dis l'heure 2 zouk de Dis l'heure 2 Zouk
  - Deb de Souad Massi
  - La Semilia escondida de Sergent Garcia

### Album rap, hip-hop de l'année
- Brut de femme de Diam's
  - Flics & Hors la loi de Gomez & Dubois
  - Revoir un printemps de IAM
  - Gravé dans la roche de Sniper

### Album pop, rock de l'année
- Tu vas pas mourir de rire de Mickey 3D
  - Rock de Pleymo
  - La Réalité de Raphael
  - Qu'est-ce qu'on s'fait chier ! de Têtes Raides

### Album de musiques électroniques, groove, dance de l'année
- Émilie Simon de Émilie Simon
  - III de Bob Sinclar
  - Get Me de Bumcello
  - #1 de Willy Denzey

### Album de musique originale de cinéma ou de télévision de l'année
- Good Bye, Lenin! de Yann Tiersen
  - L'Odyssée de l'espèce de Yvan Cassar
  - Les Triplettes de Belleville de Benoît Charest
  - Dédales de Jean-Félix Lalanne

### Album révélation de l'année
- Le Chemin de Kyo
  - Entre Nous de Chimène Badi
  - Parce qu'on vient de loin de Corneille
  - À la faveur de l'automne de Tété

### Groupe ou artiste révélation de l'année

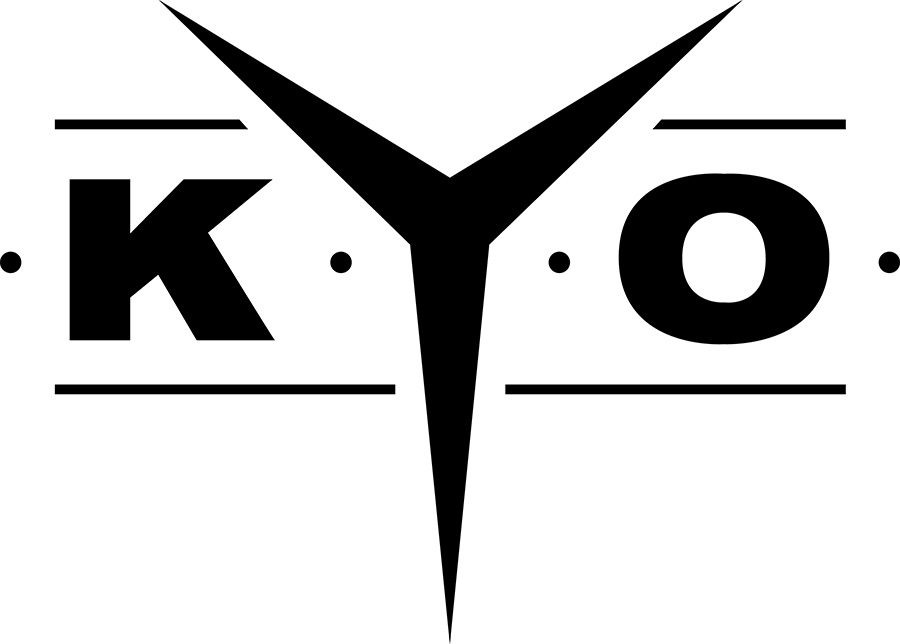
Kyo, groupe révélation et révélation scène de l'année

- Kyo
  - Cali
  - Corneille
  - Mickey 3D

### Groupe ou artiste révélation scène de l'année
- Kyo
  - Mickey 3D
  - Tété
  - Les Wampas

### Spectacle musical, tournée, concert de l'année
- Pascal Obispo : Fan en tournée
  - Dionysos à L'Olympia
  - -M- : L'Avantour à l'Élysée Montmartre
  - Renaud : Tournée d'enfer au Zénith et en tournée

### Vidéo clip de l'année
- Respire de Mickey 3D
  - Le Grand Retour de Alain Chamfort
  - Je Cours de Kyo
  - Fan de Pascal Obispo

## Artistes à nomination multiple
- Mickey 3D (5)
- Kyo (5)
- Pascal Obispo (3)
- Bénabar (2)
- -M- (2)
- Alain Chamfort (2)
- Corneille (2)
- Tété (2)

## Artistes à récompenses multiples
- Mickey 3D (3)
- Kyo (3)